# قرقاول‌های طلایی
قرقاول‌های طلایی (نام علمی: Chrysolophus) یک سرده از پرندگان خانواده قرقاول است. نام سرده از یونان باستان khrusolophos، «با تاج طلایی» است.
اینها گونه‌هایی هستند که نرها دارای پر دیدنی هستند. قرقاول طلایی بومی غرب چین و قرقاول لیدی آمهرست بومی تبت و غربی‌ترین بخش چین است، اما هر دو گونه به‌طور گسترده در جاهای دیگر معرفی شده‌اند. در مکان‌هایی که جمعیت‌های وحشی خودپشتیبانی ایجاد شده‌اند، مانند انگلستان، این دو گونه برای تولید دورگه با هم آمیخته می‌شوند.
برخلاف ظاهر پر زرق و برق نرها، دیدن این پرندگان در زیستگاه طبیعی آنها که جنگل‌های انبوه، تاریک و مخروطیان جوان با زیر درختان تنک است، بسیار دشوار است. در نتیجه، اطلاعات کمی از رفتار آنها در طبیعت وجود دارد.
آنها روی زمین از غلات، برگ‌ها و بی‌مهرگان تغذیه می‌کنند، اما شب‌ها در درختان می‌خوابند. در حالی که می‌توانند پرواز کنند، ترجیح می‌دهند بدوند: اما اگر نگران شوند می‌توانند ناگهان با سرعت زیاد و با صدای بادمانند مشخص به سمت بالا پرواز کنند.

## گونه‌های زنده
| نگاره | نام علمی                | نام رایج           | پراکندگی                                                         |
| ----- | ----------------------- | ------------------ | ---------------------------------------------------------------- |
|       | Chrysolophus pictus     | قرقاول طلایی       | غرب چین، به کانادا، ایالات متحده، بریتانیا و جاهای دیگر معرفی شد |
|       | Chrysolophus amherstiae | قرقاول لیدی آمهرست | تبت و غرب چین                                                    |